# Véronique Fourcaud
Pour les articles homonymes, voir Fourcaud.
Véronique Fourcaud est une chanteuse lyrique et actrice de théâtre française. Souvent sollicitée en tant qu'arrière-petite-fille d’Alexis Michel Tapié de Céleyran et d'arrière-arrière-arrière-arrière petite-cousine d'Henri de Toulouse-Lautrec, elle participe à de nombreuses émissions télévisées sur des chaînes comme France 3, ou NHK à l'international, et joue son rôle de « Nouvelle Dame de chez Maxim’s » en tant qu’artiste, mais également en tant qu’organisatrice de soirées dans les salons du restaurant Maxim’s à Paris.

## Biographie
Elle grandit dans une atmosphère proche de la Belle Époque et fait visiter durant plusieurs  années le château du Bosc en Aveyron, propriété de Nicole Tapié de Céleyran, où Toulouse-Lautrec a passé son enfance,,,,. C'est là qu'elle commence sa carrière de chanteuse en interprétant le répertoire comique des chansons 1900.

### Formation musicale
Diplômé en chant et en art lyrique au conservatoire musique Hector Berlioz à Paris dans le 10e arrondissement et au Conservatoire Henri Duparc de Tarbes, aux côtés de Guy Chauvet, Véronique Fourcaud suit l'enseignement de Michel Sénéchal (directeur de l’École lyrique de l'Opéra de Paris) et travaille l'Art de la diction auprès d’Irène Aitoff, dernière pianiste d'Yvette Guilbert et suit des stages à l’École du mime Marcel Marceau à Paris.

### Spectacle musical
Son premier tour de chant, au château du Bosc, Cancans ! Récital-Cabaret au temps de Lautrec, est mis en scène par la chanteuse lyrique Suzanne Sorano, qui guide ses premiers pas sur scène et lui donne le goût du challenge des récitals seule en scène, que ce soit Yvette Guilbert, Jacques Offenbach, Yvonne Printemps… En 1995, elle remplit le théâtre Le Trianon, pour une soirée consacrée à Yvette Guilbert, dont toute la presse française se fait l'écho,,,,,,,,,. Elle interprète Cancans ! partout en France lors de nombreux festivals incluant le festival d'Avignon Off en 1996,,, le Festival de Montreux en 1998, et le Festival de Lacoste en 2006,. Elle se produit également dans des monuments historiques tels que l'hôtel du Nord,, l'ambassade d'Allemagne à Paris, le casino Ruhl à Nice, et au Palais Bulles de Pierre Cardin avec des programmes lyriques adaptés en fonction du lieu et à l’étranger,,. Elle organise un spectacle sur Offenbach et un récital Édith Piaf, joué à Paris et en tournée en Allemagne,,.
Elle participe ensuite aux spectacles musicaux du comédien et metteur en scène Gérard Chambre : L’homme de la Mancha de Brel,  Le Petit groom de chez Maxim’s, le cabaret du Bœuf sur le Toit, puis le Fou chantant a cent ans, un cabaret autour de Charles Trenet,. En 2014, elle joue dans Chez Maxim's ça swing, répertoire des frères Jacques. Pour la saison, 2016-2017 elle joue et chante dans Moi j'aime le Music Hall. Elle poursuit l'année suivante avec PARLEZ-MOI D'AMOUR... Au lit.

### Rencontre avec Pierre Cardin
À la suite de sa rencontre avec Pierre Cardin, elle présente pendant quatre ans, de 2004 à 2008, et devant plus 8 000 spectateurs, le spectacle, La Nouvelle Dame de chez Maxim’s, sur la scène du restaurant Maxim's ; elle vient en compagnie de son ex-mari Pierre-André Hélène qui y présente l'histoire de l'établissement où elle chante Yvette Guilbert et Yvonne Printemps. Elle incarne depuis, le personnage de « la nouvelle Dame de chez Maxim's » à travers les succès qui ont marqué la Belle Époque.

### Théâtre
Véronique Fourcaud fait ses débuts en tant que comédienne en 2009, dans Feu la mère de Madame, de Feydeau, et interprète pour le cinéma le rôle d'une chanteuse d'opéra dans La Reine et le Cardinal de Marc Rivière. Elle joue ensuite Chez Maxim’s : N’écoutez pas messieurs, de Sacha Guitry,,.
Pour son premier seule-en-scène au théâtre, prenant les traits de Sarah Bernhardt, elle incarne « le personnage de la grande tragédienne dans Sarah Bernhardt, toujours ! » évocation des souvenirs de la Divine dans sa loge, avec la mise en scène de Nicolas Laugero-Lasserre. Le succès de cette pièce encourage Véronique Fourcaud à poursuivre sa carrière de comédienne,. Le mensuel 16 le journal recommandait vivement cette pièce retraçant les mémoires du monstre sacré qu'était la fantastique comédienne française. Joué en 2012 et 2013 au théâtre Maxim's, Sarah Bernhardt Toujours ! est programmé au théâtre du Ranelagh, à Paris de janvier à avril 2014. 
La même année, elle présente au théâtre Maxim's Moi, Colette! de Pierre-André Hélène, évocation de la vie tumultueuse de la grande écrivain. C'est son second seule-en-scène, créé en parallèle avec l’exposition sur Colette au musée Art Nouveau, chez Maxim’s. Cette pièce mise en scène par Théodora Mytakis est chaleureusement accueillie au prestigieux Festival de Lacoste, créé par Pierre Cardin dans le Luberon et obtient de nombreuses critiques favorables,,,,.
Elle incarne George Sand en 2015 dans Moi, George Sand, puis Moi, Marie, Marquise de Sévigné, en 2016 prolongé en 2017, de Pierre-André Hélène, au théâtre Maxim's de Pierre Cardin, toujours mis en scène par Théodora Mytakis.
L'Officiel des Spectacles recense ses nombreuses apparitions au théâtre.

### Réception
Dès ses débuts, la presse annonce ses spectacles et souligne l'originalité et la personnalité dont elle fait preuve. La presse régionale tel que Midi Libre, Le Centre Presse, La Dépêche du Midi, relate régulièrement ses concerts et ses spectacles autour de son grand-oncle Lautrec au Château du Bosc,. À l'occasion du spectacle Cancans au théâtre le Trianon, l'ensemble de la presse française, de Madame Figaro à Nova Magazine, en passant par Libération, Le Parisien, Le Nouvel Obs, Arte, Le Point, Télérama, et Point de Vue, notamment, lui consacrent des articles. Dès lors, la presse se fait régulièrement l'écho de l'ensemble de ses spectacles, concerts, récitals et pièces de théâtre,,,,,,,,.  
En 1998, Véronique Fourcaud organise une grande exposition consacrée au souvenir familiaux de son arrière-arrière-arrière-arrière petit-cousin Toulouse-Lautrec, qu'elle présente au sommet de la tour Montparnasse à Paris : Toulouse-Lautrec et les siens : du château du Bosc au sommet de Paris,,.